# هیشات
هیشات (به انگلیسی: Heyshott) یک روستا و محله مدنی در بریتانیا است که در Chichester واقع شده‌است. هیشات ۹٫۳۸ کیلومتر مربع مساحت و ۲۷۰٫ نفر جمعیت دارد.